# 卡洛·科斯凯洛
卡洛·科斯凯洛（芬蘭語：Kaarlo Koskelo，1888年4月12日—1953年12月21日），芬兰男子摔跤运动员。他曾代表芬兰参加1912年夏季奥林匹克运动会摔跤比赛，获得男子古典式次轻量级金牌。